# Attila (opéra)
Pour les articles homonymes, voir Attila (homonymie).
Personnages
- Attila, roi des Huns (basse)
- Ezio, général romain (baryton)
- Odabella, fille du seigneur d'Aquilée (soprano)
- Foresto, chevalier aquiléen (ténor)
- Uldino, jeune breton esclave d'Attila (ténor)
- Leone, le pape Léon Ier (basse)
- Ducs, roi et soldats huns, gépides, ostrogoths, hérules, thuringes et quades, druides, prêtresses, peuple, hommes et femmes d'Aquilée, demoiselles d'Aquilée en costume de guerre, officiers et soldats romains, vierges et enfants de Rome, ermites, esclaves (chœurs)

Attila est un opéra en un prologue et trois actes de Giuseppe Verdi, sur un livret de Temistocle Solera tiré de la tragédie de Zacharias Werner, Attila, König der Hunnen, et créé au Teatro la Fenice de Venise le 17 mars 1846.

## Création

### Distribution
- Attila, roi des Huns Ignazio Marini (basse)
- Ezio, général romain Natale Costantini (baryton)
- Odabella, fille du seigneur d'Aquilée Sophie Löwe (soprano)
- Foresto, chevalier aquiléen Carlo Guasco (ténor)
- Uldino, jeune breton esclave d'Attila Ettore Profili (ténor)
- Leone, Giuseppe Romanelli le pape Léon Ier (basse)
- Orchestre et chœurs : Teatro la Fenice, Venise
- Maestro al cembalo :  Giuseppe Verdi
- Premier violon et directeur d’orchestre : Gaetano Mares
- Chef de chœur : Luigi Carcano
- Décors : Giuseppe Bertoja

## Représentations successives
- Bologne, octobre 1846 (première le 11 octobre); avec Mintemerli (basse, Attila), Roncagli (basse, Ezio)[2].

- Corfou, Teatro di San Giacomo, pendant le carnaval 1846-1847, avec Emilia Boldrini, Demetrio Mecksa, Giuseppe De Lorenzi et Stanislao Demi[3]

## Réception
La première de l'opéra n'eut pas le succès désiré, toutefois l'œuvre s'imposa en marge du répertoire du XIXe siècle et est assez souvent jouée encore aujourd'hui. 

## Argument

### Prologue

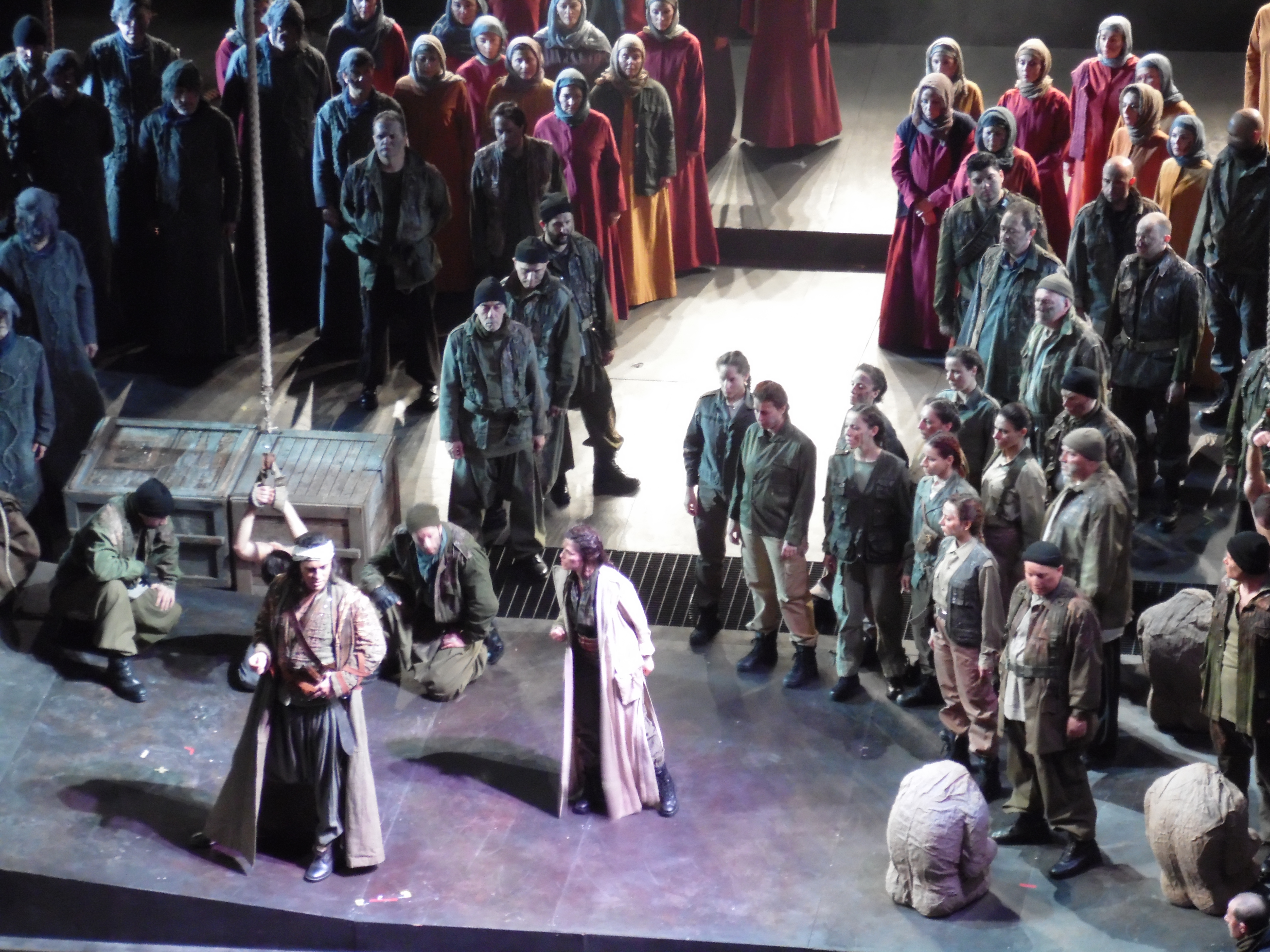
Verdi: Attila. Teatro Massimo, Palermo 2016

À Aquilée  (Aquileia), autour du milieu du Ve siècle. Odabella, fille du seigneur de la ville, a perdu sa famille lors du pillage perpétré par Attila et entend se venger en le tuant  (Santo di patria indefinito amor). Elle-même a été épargnée  par Uldino, un esclave d'Attila. Impressionné par son courage, Attila lui fait don de son épée. Le général Ezio, envoyé de Rome, propose à Attila un accord de division de l'Empire (Avrai tu l'universo, resti l'Italia a me!). Mais Attila le dénonce comme traître et refuse.
Près d'une lagune (futur site de Venise) un bateau arrive avec des survivants d'Aquilée dont Foresto qui se lamente sur le sort de sa chère Odabella (Ella in poter del barbaro) . Il propose alors à ses compagnons de construire une nouvelle cité (Cara patria già madre e reina!)

### Acte I
Les Huns se sont rapprochés de Rome avec l'intention de piller la Ville. Odabella invoque l'image de son père (Oh! Nel fuggente nuvolo!) et rejoignant son amant Foresto (Oh, t'inebria nell'amplesso), l'informe de son plan de vengeance. Pendant ce temps, Attila informe Uldino qu'il a rêvé d'un vieil homme lui prédisant désastre et mort et lui conseillant de faire marche arrière (Mentre gonfiarsi l'anima parea!). Attila d'abord ébranlé, retrouve son courage et ordonne la marche sur Rome (Oltre quel limite, t'attendo, o spettro!). Un hymne chrétien se fait alors entendre et Attila reconnaît le vieil homme de son rêve en l'évêque romain Leone venu le trouver avec la population de Rome. Leone répète sa prophétie. Attila se soumet à cette volonté divine et renonce au pillage.

### Acte II
Une trêve a été conclue. Ezio se lamente sur le contraste entre la gloire passée de Rome et la faiblesse présente de l'empereur-enfant Valentinien (Dagl'immortali vertici!). Foresto apporte une invitation à un banquet offert par Attila en l'honneur d'Ezio. Celui-ci propose à nouveau l'alliance à Attila. Odabella, entre-temps, a appris que Foresto veut empoisonner le roi. Elle prévient Attila, non par pitié, mais pour avoir le privilège de le tuer. À la demande d'Odabella, Attila pardonne à Foresto, qui peut s'enfuir. Ne comprenant pas les motivations d'Odabella, Attila annonce son mariage avec celle qui vient de le sauver et proclame qu'il n'envahira pas Rome.

### Acte III
Foresto, informé du mariage par Uldino, pense qu'Odabella l'a trahi (Che non avrebbe il misero!). Ezio arrive avec un plan pour attaquer les Huns. Lorsqu'Odabella apparait, Foresto l'accuse de trahison, mais elle implore son pardon et lui jure fidélité. Attila survient, les surprend tous les trois et comprend qu'ils veulent le tuer. Le roi des Huns leur rappelle qu'il a épargné Rome, a concédé sa grâce à Foresto et est sur le point d'épouser Odabella, mais ses fautes éclipsent les faveurs qu'il a accordées. Odabella satisfait sa soif de vengeance en le poignardant, pendant que Huns et Romains s'affrontent. Les trois conspirateurs crient que le peuple romain a été vengé.

## Enregistrements
1973 : Ruggero Raimondi (Attila) Sherrill Milnes (Ezio) Cristina Deutekom (Odabella) Carlo Bergonzi (Foresto) Ricardo Casinelli (Uldino) Jules Bastin (Leone) Ambrosian Singers, Finchley Children's Music Group, Royal Philharmonic Orchestra, Lamberto Gardelli - Philips
1989 : Riccardo Muti, Coro del Teatro alla Scala di Milano (Chorus master Giulio Bertola), Samuel Ramey (Attila) Cheryl Studer (Odabella) Neil Shicoff (Foresto) Giorgio Zancanaro (Ezio) Ernesto Cavazzi (Uldino) Giorgio Zurian (Leone) - EMI

## Commentaire

### Le livret
L'œuvre fascina Verdi surtout pour les personnages d'Attila, Ezio et Odabella. Le compositeur, insatisfait du livret, décida d'en confier l'amélioration à Francesco Maria Piave. Solera s'en offensa et ne collabora plus jamais avec le musicien.

### Sources
- (en) Cet article est partiellement ou en totalité issu de l’article de Wikipédia en anglais intitulé « Attila (opera) » (voir la liste des auteurs).
- Istituto nazionale di studi verdiani
- Ouvrages cités